# Piotr Kurka
Piotr Kurka (ur. 31 sierpnia 1958 w Poznaniu), polski rzeźbiarz, autor aranżacji przestrzennych, wykładowca i kierownik Pracowni Działań Intermedialnych i Prorektor ASP w Poznaniu ds. artystyczno-badawczych.
Absolwent Państwowej Wyższej Szkoły Sztuk Plastycznych (obecnie ASP) w Poznaniu. Jest laureatem stypendiów, m.in. Pollock-Krasner Foundation (Nowy Jork, 1992), Arts Link, Citizen Exchange Council (Nowy Jork, 1995), Rockefeller Foundation (Bellagio, 1999) i Ministerstwa Kultury i Dziedzictwa Narodowego RP (2001).